# Jean de La Fontaine
Jean de La Fontaine (Château-Thierry, 1621. július 8. – Párizs, 1695. április 13.) francia író és költő.

## Életrajza
Reimsben papnak készült, de nem találván kedvét a teológiában, jogi tanulmányokba kezdett, de könnyelmű bohém életet élt és irodalommal is foglalkozott (Horatiust és Terentiust fordítgatta). Később szülei kívánságára hazament, hivatalnoki pályára lépett és meg is nősült. Csakhamar azonban otthagyta hivatalát és feleségét. Párizsba ment, ahol ismét könnyelmű életmódot folytatott. Pártfogójának, Fouquet miniszter bukása után szegénységre jutott és kénytelen volt hazatérni. Otthon megismerkedett Bouillon (leánynevén Mancini) hercegnővel és kastélyában mindennapi vendég lett. A hercegnő számára frivol hangú verses elbeszéléseket és novellákat írt, és 1664-ben ismét elkísérte Párizsba, ahol aztán magas pártfogóinak (Condé és Conti, Vendôme és Burgund hercegeknek, az orléans-i hercegnőnek és másoknak) kegyéből élt. Racine megismertette Boileau-val és Molière-rel, akik irodalmi munkásságra buzdították. Az udvarba nem volt bejáratos, mert a mindenható XIV. Lajos haragudott rá és az akadémiába is csak nagy nehezen engedte őt beválasztatni (1684). Öregkorában megbánta könnyelmű életmódját és hogy irodalmi léhaságait jóvátegye, néhány zsoltárt franciára fordított.

## Munkássága
Írt elégiákat, színműveket is, de népszerűségét állatmeséinek (fabuláinak) köszönheti. Fabulái 12 könyvben jelentek meg, az első hatot az ifjú trónörökösnek írta, ezekhez Phaedrus ismert állatmeséit verses formában lefordította franciára. A következő hat már nem annyira gyermekeknek, inkább felnőtt olvasóknak szól. A mesékbe szőve éles iróniával bírálta kora társadalmi erkölcseit, az emberi gyarlóságokat, XIV. Lajos és a spanyol király között lévő vetélkedést. Elemzői szerint az utolsó állatmesék írásának idején La Fontaine már azzal a szándékkal alkotott, hogy az állatok javára ítéljen az emberek felett. Leghíresebb állatmeséi közül való: A holló meg a róka, A tücsök és a hangya.
Fabuláit később a francia grafikus, festő és szobrász, Gustave Doré illusztrálta. 1922-ben összes meséje megjelent magyarul Vikár Béla fordításában és Haranghy Jenő illusztrációival az egykori Dante Kiadó gondozásában.

## Emlékezete
1891-ben Auteuil-ben, (ma Párizs 16. kerülete), szobrot emeltek neki.

## Magyarul
- Emberi indulatok tüköre, rész szerint igaz, rész szerint költött történetekben; ford., összeáll Kis János; Wéber, Pozsony, 1803
- Mesék, 1-2.; ford. Lovász Imre, átdolg. Czuczor Gergely; Heckenast, Pest, 1856–1857 (Heckenast Gusztáv képes kiadása) Online elérhetőség MEK
- 100 mese képekkel, franczia után; 2. teljes kiad.; Heckenast, Pest, 1865
- Lafontaine – mesék; ford. Jakab Ödön; Kultúra, Budapest, 1921
- La Fontaine összes meséi; ford. Kozma Andor, Vikár Béla, Zempléni Árpád, előszó Hankiss János; Dante, Budapest, 1929
- Lafontaine válogatott költeményei; ford., bev., jegyz. Tiboldi László; Kókai, Budapest, 1935
- Válogatott mesék; ford. Radnóti Miklós; Franklin, Budapest, 1943 (Kétnyelvű remekművek) Online elérhetőség MEK
- Darazsak és méhek. Játék zenével; La Fontaine nyomán szöveg Földes Péter, zene Breitner János; Népszava, Budapest, 1947 (Színművek)
- Mesék; ford. Áprily Lajos et al., szerk., bev., jegyz. Gyergyai Albert; Állami Irodalmi Kiadó, Bukarest, 1954
- Mesék és széphistóriák; ford., bev., jegyz. Rónay György; Móra, Budapest, 1957 (A világirodalom gyöngyszemei)
- Állatmesék; vál., jegyz. Biró Livia, ford. Áprily Lajos et al., ill. Jean Effel; Magyar Helikon, Budapest, 1958
- Rókakönyv; La Fontaine nyomán szöveg Kürti Pál, rajz Varga Győző; Móra, Budapest, 1959 (Liliputi könyvtár)
- A szerelmes kurtizán. Válogatott széphistóriák; vál., jegyz. Rónay György, ford. Babits Mihály, Jékely Zoltán, Rónay György, ill. Győry Miklós; Magyar Helikon, Budapest, 1963
- Tanítómesék; vál., ford. Keresztúri József; Árpád, Cleveland, 1968